# Sudice (kraj morawsko-śląski)

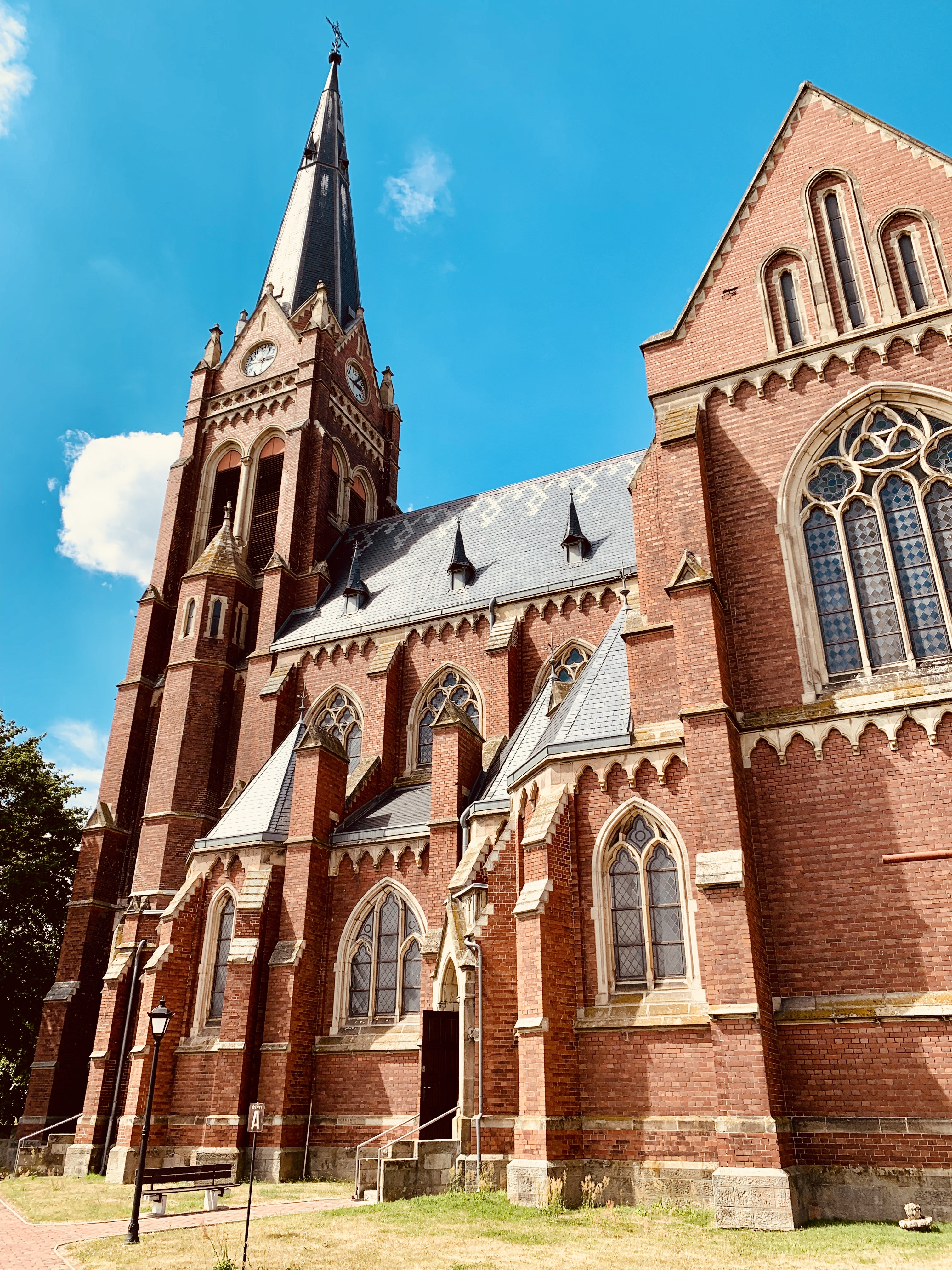
Kościół parafialny.

Sudice (niem. Zauditz) wieś gminna, dawniej miasteczko, w Czechach, w powiecie opawskim o powierzchni 9,42 kilometrów kwadratowych zamieszkiwana przez 661 osób w 2006 roku.

## Nazwa
W alfabetycznym spisie miejscowości na terenie Śląska wydanym w 1830 roku we Wrocławiu przez Johanna Knie wieś występuje pod trzema nazwami: polską nazwą Sudźice, czeską Sudice oraz niemiecką nazwą Suditz. Topograficzny opis Górnego Śląska z 1865 roku notuje miejscowość w języku niemieckim, polskim, morawskim i po łacinie: „mahrisch: Saudice, polnisch: Sudzice, deutsch vordem Sauderwitz, latenisch: Zauditium”. Spis podaje również dwie nazwy z łacińskich dokumentów z 1313 Zuditz oraz 1331 Czudicz.

## Historia
Pierwsza wzmianka pisemna o wsi pochodzi w 1327, kiedy to miejscowość ta, leżąca na terenie księstwa opawskiego, stała się własnością klasztoru dominikanów w Raciborzu. Istnienie kościoła parafialnego (obecna parafia św. Jana Chrzciciela w Sudicach) jest potwierdzone w źródłach z początku XV wieku. Na początku XVI wieku miejscowość otrzymał prawa miejskie i stała się miasteczkiem. Miejscowość leży w tzw. ziemi hulczyńskiej, po wojnach śląskich należącej do Królestwa Prus (w powiecie raciborskim) a przyłączonym (wbrew woli mieszkańców) do Czechosłowacji w 1920. Była jedną z dwóch (obok Třebomu) miejscowości o niemieckim charakterze językowym, w 1890 liczyła 1093 mieszkańców, z czego 950 Niemców, jak również największy odsetek nie-katolików (152 ewangelików).
We wsi znajduje się kościół św. Jana Chrzciciela, pomnik poległych w I wojnie światowej, pomnik czechosłowackich czołgistów.